# Franco Buchanan
Pour les articles homonymes, voir Buchanan.
Franco Matías Buchanan, né le 6 novembre 1992 à Capilla del Señor, est un coureur cycliste argentin. Il participe à des compétitions sur route et sur piste.

## Biographie
Franco Buchanan est originaire de Capilla del Señor, une localité située dans la province de Buenos Aires. Professeur d'éducation physique, il révèle sur le tard, après s'être longtemps consacré à ses études,. Il obtient ses premiers résultats significatifs dans des courses du calendrier national en Argentine, alors qu'il est déjà âgé de plus de vingt-cinq ans. Il intègre néanmoins l'équipe continentale Municipalidad de Pocito en 2021. Par la suite, il rejoint la formation AV Fatima-San Juan Biker Motos-Electro 3. Avec cette structure, il finit vingt-huitième du Tour de San Juan en 2023, au milieu de plusieurs professionnels européens. 
En 2024, il termine troisième de la course aux points aux championnats panaméricains sur piste, avec la délégation argentine. Il devient par ailleurs champion national dans cette même discipline. L'année suivante, il se classe deuxième d'une étape des Rutas de América, sous les couleurs d'un club uruguayen. Il est également sélectionné en équipe nationale pour participer à la Coupe des Nations de Konya.

## Palmarès sur piste

### Championnats panaméricains
- Carson 2024
  -  Médaillé de bronze de la course aux points

### Championnats nationaux
- 2021
  -  Champion d'Argentine du scratch[6]
- 2023
  -  Champion d'Argentine de poursuite[7]
  - 2e du championnat d'Argentine du scratch[8]
- 2024[9]
  -  Champion d'Argentine de course aux points
  - 2e du championnat d'Argentine de poursuite

## Palmarès sur route
- 2022
  - 3e de la Vuelta al Valle
- 2023
  - 3e de la Vuelta de Cutral Có
- 2024
  - Gran Premio Rodados Nene

### Classements mondiaux
| Année                                 | 2023  |
| ------------------------------------- | ----- |
| Classement mondial                    | 2462e |
|                                       |       |
| Légende : nc = non classéSource : UCI |       |